# SN 2007pv
SN 2007pv – supernowa typu Ia odkryta 30 października 2007 roku w galaktyce A215945+0107. W momencie odkrycia miała maksymalną jasność 21,50m.